# Zeta virus
Zeta virus è un film del 2013 diretto da Christopher Roosevelt.

## Trama
Sei amici del college – Taylor, David, Brice, Naomi, Sharley e Howard – si riuniscono nella casa di famiglia di uno di loro a Baton Rouge, in Louisiana, per un weekend di divertimento, risate e relax prima che le loro strade si separino definitivamente. Il clima è sereno, scandito da momenti di svago e rapporti tra i giovani protagonisti, ma presto l’atmosfera cambia drasticamente. Un attacco terroristico di natura biologica colpisce la vicina città: un missile esplode non lontano dalla villa e la zona viene rapidamente contaminata da un virus sconosciuto. Inizialmente i sei ragazzi restano confusi e disorientati, cercando notizie tramite i loro telefoni cellulari e i media, ma ben presto scoprono che il mondo fuori sta precipitando nel caos. Il virus ha trasformato gli abitanti infettati in esseri violenti e fuori controllo, assetati di sangue e in grado di muoversi a velocità fulminea. Tagliati fuori da ogni contatto con l’esterno e impossibilitati a ricevere aiuto, i ragazzi si ritrovano intrappolati in un incubo. L’infezione si diffonde rapidamente, e i comportamenti inizialmente insoliti di alcuni animali e passanti si rivelano il preludio a una vera e propria ondata di orrore. Costretti a lottare per la propria sopravvivenza, i sei amici dovranno mettere da parte dissapori, paure e legami passati per fronteggiare insieme una minaccia che li costringerà a rivedere se stessi e le loro scelte. In un crescendo di tensione, azione e disperazione, i protagonisti affrontano decisioni sempre più difficili. La casa sicura diventa una trappola e il gruppo si trova costretto a cercare vie di fuga in una città sconvolta dal contagio. Ma il pericolo non è soltanto tra gli infetti. Le dinamiche interne al gruppo si complicano, mettendo in luce il vero carattere di ciascuno. La corsa per salvarsi si trasforma in un viaggio spietato tra orrore e sacrificio, in cui non tutti troveranno una via d’uscita.

## Produzione
Il film è stato girato con un budget stimato di 1.371.275 dollari.